# Картер, Сидни (баскетболистка)
Сидни Рене Картер (англ. Sydney Rene Carter; род. 18 ноября 1990 года, Даллас, штат Техас, США) — американская профессиональная баскетболистка, выступавшая в женской национальной баскетбольной ассоциации. Была выбрана на драфте ВНБА 2012 года в третьем раунде под общим двадцать седьмым номером командой «Чикаго Скай». Играет в амплуа разыгрывающего защитника. В настоящее время пребывает в статусе свободного агента.

## Ранние годы
Сидни родилась 18 ноября 1990 года в городе Даллас (штат Техас) в семье Дона Картера и Сьюзи Атчисон, у неё есть два брата, Дамиан и Грег, и четыре сестры, Бриттани, Челси, Тирни и Даймонд, а училась она в его южном пригороде, городе Де-Сото, в одноимённой средней школе, в которой выступала за местную баскетбольную команду.